# Bu, Shanghai
Bu är en köping i Kina. Den ligger i stadsdistriktet Chongming i storstadsområdet Shanghai, i den östra delen av landet, omkring 39 kilometer nordost om den centrala stadskärnan. Antalet invånare är 60 111. Befolkningen består av 31 535 kvinnor och 28 576 män. Barn under 15 år utgör 8,0 %, vuxna 15-64 år 73 %, och äldre över 65 år 18,0 %.